# Santiago Sacatepéquez
Santiago Sacatepéquez è un comune del Guatemala facente parte del dipartimento di Sacatepéquez.